# Hamidou Diallo (piłkarz)
Hamidou Diallo (ur. 26 stycznia 2002 w Bamako) – malijski piłkarz grający na pozycji obrońcy w portugalskim klubie SC Farense. Młodzieżowy reprezentant Mali. Uczestnik Letnich Igrzysk Olimpijskich 2024 w Paryżu.